# フランス文化
フランス文化（ふらんすぶんか、フランス語: Culture française）とは、フランスで育まれてきた思想、建築、美術、工芸、風俗、食文化、ブランド品、さらにはフランス人の気質や社会的特性を指す。
フランス文化の特徴として、「自身の権利を大切にする姿勢」「上品さと公平性を大切にする価値観」「日常を楽しむライフスタイル」などが挙げられている。また、人権や人道主義の分野で国際的に影響力を持ち、西洋文明に多大な影響を与えたとされている。特に17世紀から20世紀にかけて、首都パリは文化革新、政治革命、芸術運動の発信地として栄え、世界各国の芸術家や文学者、ファッション界や高級品産業に影響を及ぼした。

## 概述

### 中世
フランス文化は多様な表現を持ちながらも、その本質には統一された特徴があり、人々に「これこそフランスだ」と感じさせる力を持つ。フランスはベルギー、スイス、ルクセンブルク、モナコ、イタリア、ドイツ、スペインと国境を接しており、日本文化と同様に、外国の優れた文化を取り入れつつも、最終的には独自のスタイルへと洗練させる傾向がある。フランスの文化的起源は、ほかの西ヨーロッパの国々と同じく古代ギリシャや古代ローマに遡るが、大航海時代や宗教改革を経て、独自の革新的なアプローチを確立した。
12世紀末には、フランスは欧州のカトリック教会における「革新の中心地」となり、中世ヨーロッパで最も多くの大学を擁していた。フランス革命以前には、こうした教会学校はすでに国家の行政機関の一部に統合され、パリ大学を初めとする名門大学では独自性の高い「人文学」が重視されるようになった。このような背景から、フランスでは革新を重んじる気風が強まり、ほかの欧州諸国に先駆けてキリスト教の教義からの知的解放が進んでいた。当時のフランス人は、聖書の解釈においても教会の教えに従うのではなく、理性や哲学的思考を元にその妥当性を判断する傾向があった。

### 近代

『民衆を導く自由の女神』は七月革命の理念――「独裁者や圧政に直面する時、恐れず立ち向かい、その支配が終焉を迎えるまで砕き潰そう」を力強く表現している。

近代にはフランス文化が「贅沢さ」と「勇敢さ」の2つの特徴が生まれ、ヨーロッパや世界の思想的進歩に大きく貢献したほか、現代に見られるフランス人のステレオタイプもこの時代に形成されていた。
フランス文化における贅沢さは、主に17～18世紀にかけて確立され、その象徴的存在がフランス王ルイ14世である。ブルボン朝統治下のフランス王室は、絢爛豪華な生活を送り、それを意図的に誇示し続けていた。その結果、他のヨーロッパの王家から羨望の的となり、次第にフランス製品やフランス様式が最高級とみなされるようになった。外交の場でもフランス語がラテン語に取って代わり、欧州の貴族や知識人の共通語として定着した。これに伴い、ラテン語は次第に宗教の場に限られるようになった。当時の高等教育を受けた大学生や思想家、外交官、音楽家、将校たちは、流暢なフランス語が話せることを非常に誇りにしていた。
一方、フランス文化における勇敢さは「フランス革命」に由来する。現代フランス社会において頻繁に見られる企業へのストライキや、政府への抗議デモもこの革命の精神を受け継いでいる。革命を通じて、中世以来の思想はさらに発展し、人権や平等、合理、尊重、情熱といった用語がフランス語を通じてヨーロッパ全土に広まっていた。当初は上流貴族の間で主に使われていたが、フランス語の持つ高級感を背景に、市民階級も積極的にこれらの用語に関心を寄せるようになった。さらに、商業活動を通じて平等主義の考え方が広がっていて、最終的には農民階級にも浸透していた。その結果、反抗の精神は西欧に深く根付き、東欧のロシアやポーランドにも一定の影響を与えた。

### 現代

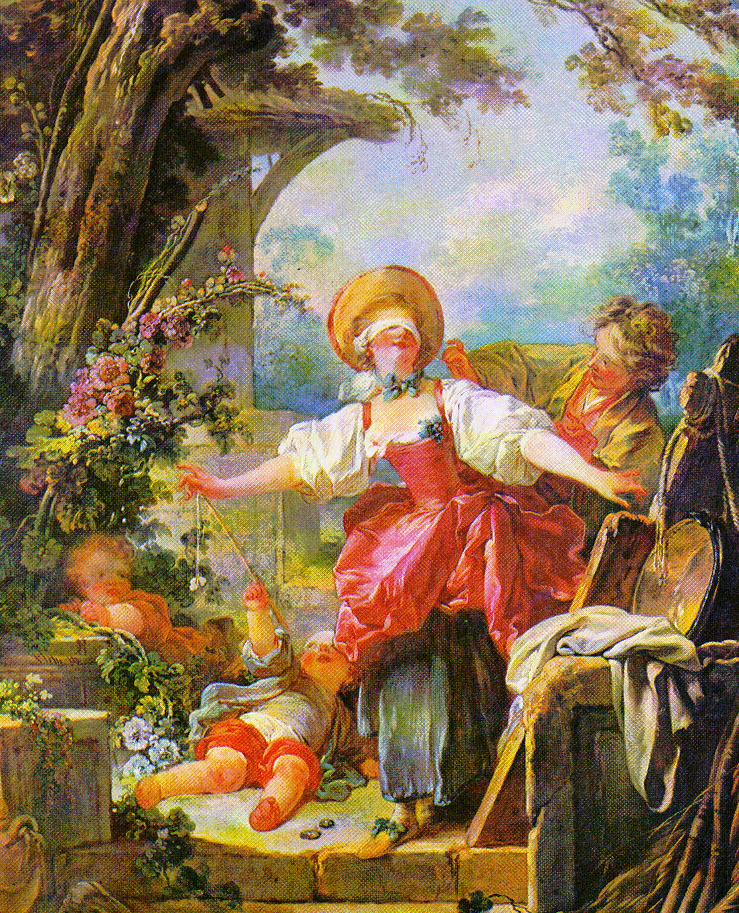
フランス文化の本質の1つは「気負わずに、心を癒すこと」にある。フランス人は他人の視線をあまり気にせず、自分の感覚に従って物事に向き合う傾向が強い。

第二次世界大戦後、フランス政府は国民にフランス文化を広く伝え、特に学生たちに正しいフランス文化を学ばせるため、1959年に専門の文化省を創設した。この省は教育省の管轄下にあり、国内の文化活動の促進に力を入れ、文化遺産の保存や普及を最優先の課題として取り組んでいる。フランス政府は「海外への文化的な宣伝に資金を投入するより、国内の文化ビジネスに注力するほうが実利がある。フランス文化が優れていれば、外国からも自然と学びに来る」という考え方を持っている。
また、アンドレ・マルローのように、文化大臣が国務秘書を兼任することが多く、かれらは退任後、地方政府に移り、フランス国内での文化発展に貢献し続けることが一般的である。文化振興を目的とする施設には、ルーヴル美術館やヴェルサイユ宮殿などの博物館、フランス国立図書館といった図書館、またエッフェル塔や凱旋門といった観光スポットが含まれる。現代においては、前衛的な芸術や文学、現代建築などがフランス政府から強く支持され、実験的な段階にある作品でさえも、政府の資金援助を受けることが出来る。
実際、「文化（culture）」という言葉はフランス語ではなく、ドイツ語の「Kultur」に由来しており、初期には文化と文明を区別することなく使用されていた。しかし、フランス人はこの概念を新たな視点で捉え、文化を国民性や建築、美術、工芸、美食、政治、歴史などと結びつけることで、現代的な文化の概念を作り上げた。英語圏におけるcultureという言葉はドイツ語から直接受けたわけでは無く、フランスから受け継がれていたため、英語のcultureの綴りもフランス語と同じである。

## フランスの言語における文化

### フランス語の標準語

#### 成り立ちと広まり
標準フランス語（Le français）は、フランス国内で最も広く使われる公用語で、ロマンス語族に属する。
現代フランス語の源流である原始フランス語は、もともとガリア地方のケルト語を基盤とした。紀元前58年、ローマ帝国の将軍ユリウス・カエサルの征服をきっかけに、フランス人はローマ人が話していたラテン語（古代のイタリア語）の文法や発音を取り入れ、原始フランス語も次第に古フランス語へと変わっていた。また、5世紀にはフランク族の王クロヴィス1世の支配を受け、フランク王国として建国され、ゲルマン民族（ドイツ人の祖先）の影響を受けつつ、中世フランス語へと変わっていた。つまり、フランス語は古代から中世にかけて、外来の言語や異文化の影響を強く受けながら発展してきた。
1539年、フランス国王フランソワ1世が『ヴィレル・コトレ法令』に署名したことにより、パリ地方の方言が標準フランス語として定められ、それ以来、フランスの行政言語として使われ続けている。この標準語の中世フランス語は、中世の西欧に大きな影響を与え、騎士文学や恋愛文学の多くがこの言葉で書かれ、フランス文化における「ロマンティックな特徴」の基盤を築きました。しかし、言語統一の過程で地方の方言が軽視されることもあった。
フランス語が本格的に台頭したのは、ルネサンス期以降のことである。この時期、フランス人は「複雑で高度な概念」を表現するために、積極的に外国語の単語を取り入れた。特にイタリア語やアラビア語からの借用が多く、これらは「借用語（Emprunt lexical）」として知られるようになった。1635年にはフランス政府がフランス学士院を創設した。学士院などの学術機関はフランス語の用語や定義・用法・語源を詳細に研究し、そして借用語をフランス語に適応させ、全国へと広める役割を担っていた。その結果、新たなフランス語の単語も意図的に作られ、庶民にも分かりやすい表現となるよう工夫を凝らした。一方、ルネサンス発祥の地であるイタリア半島では、キリスト教の保守的な影響や外国人排斥の心理から、借用語を使うことはほとんど無かった。
16世紀から19世紀にかけて、フランス語はラテン語に取って代わり、欧州全体の共通語となり、全盛を極めていた。その背景の一つとして、ヴェルサイユ宮殿やバロック芸術の豪奢で風雅な文化が広まり、ヨーロッパ各地の王室や宮廷でフランス語が広く用いられるようになったことが挙げられる。こうした流れの中で、フランス語は植民地を通じて全世界へ広がり、フランス文化はヨーロッパで先進的な地位を築いた。この時期、ヨーロッパ各国は逆にフランス語の単語をどんどん借用し、科学、技術、人文学、啓蒙思想などの分野ではフランス語が多く採用されていた。特に引用元のイタリア半島では、中世や近代の多くの借用語がアラビア語ではなく、フランス語に由来したことが多い。

#### 国際的地位

フランスとイギリスが長らく対立していたにも関わらず、イギリスの国章には英語が一切使われておらず、代わりに中世フランス語のみが刻まれている。

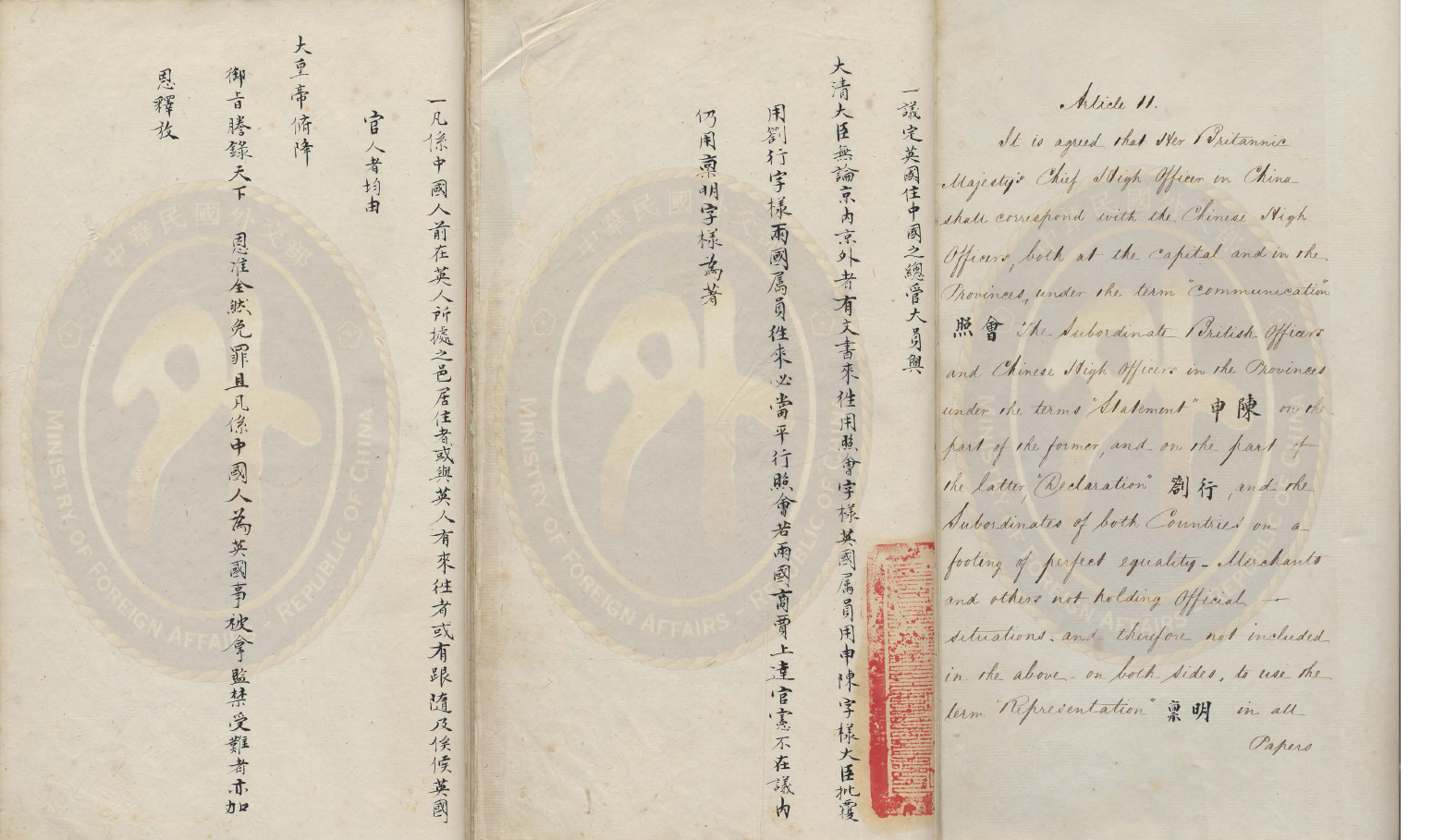
『南京条約』には漢文、英語、フランス語の三つの言語が記載されている。

フランスのノルマンディー地方の貴族、ウィリアム征服王は現在のイギリス王室の直接的な祖先であり、その影響で、現代英語の単語の約45～46％がフランス語由来となっている。17世紀から20世紀にかけて、フランス語は世界的な共通語としての地位を保っていた。例えば、1842年に大英帝国と中国の清王朝が調印した『南京条約』では第三国にも分かりやすいよう、漢文や英語に加え、フランス語も併記された。
しかし、現代ではフランス語は以前ほど頻繁には使用されなくなった。その大きな理由は第二次世界大戦にある。戦争中、フランスはナチス・ドイツに敗北し、その結果としてフランス語の威信も低下した。フランスはイギリスとアメリカの支援を受けてなんとかドイツに勝利したが、戦後の国力が米英両国に比べて遥かに低かった。また、戦後の米国のハリウッド映画やIT革命、英語圏全体の経済成長などを背景に、20世紀後半にはフランス語の地位がさらに低下し、英語が代わりに世界の主流となった。
21世紀に入ると、フランス語はもはや世界的共通語としての地位を失った。 それでも、フランス語は依然として多くの国際機関で使用されている。ほとんどの国際組織では、フランス語と英語の2つの言語が使用されており、以下はその例である：
- 国連： 国際連合の「公式言語」は、英語・フランス語・中国語・スペイン語・ロシア語・アラビア語の6つもあるが、国連の仕事は主に事務局で行われ、そこで使う「作業言語」はフランス語と英語のみであり、ほかの言語が使わない。
- オリンピック： 国際オリンピック委員会（IOC）の開会式と閉会式では、まずはフランス語、その後にギリシャ語で、次に英語、最後には開催国の言語が使用されている。
- ユネスコ： 国際連合教育科学文化機関の2つの公式言語（英語とフランス語）と作業言語である。
- NATO： 北大西洋条約機構の2つの公式言語（英語とフランス語）と作業言語である。
- OECD： 経済協力開発機構の公式言語であり、3つの作業言語（英語・フランス語・スペイン語）の一つである。
- ICAO： 国際民間航空機関には、各国のパスポートに「2種類以上」の言語を印刷することが必要という規制がある。例えば、日本のような英語が母語じゃない国の場合には、パスポートにきっと母語と英語が印刷されているが、イギリス、カナダ、オーストラリアなどの英語圏の国々の場合には、基本的にフランス語が印刷されている。また、アメリカのパスポートには英語、フランス語、スペイン語の3言語が印刷されている。
- バチカン市国： 14世紀以降、フランス語は歴代の教皇や聖座たちが使う三大言語の一つとなり、ほかの2つはローマ方言のイタリア語（バチカン所在地の日常用語）とラテン語（カトリック教会の聖書用語）である。
- フランス国内： 『1958年憲法』の第2条、『地方自治法』、1996年7月3日の『フランス語強化法』に基づき、フランス語は英語の単語を無制限に受け入れることが出来るが、「フランス語式のつづり」へ強制的に転換する必要がある。
- カナダのケベック州： 『フランス語憲章』により、この州の住民たちを頻繁的にフランス語を使うように、推奨活動をし続けている。

### フランス語の方言

この図は、フランス語を話す地域における各方言を示し、ベルギー、スイス、ルクセンブルク、モナコといったフランス語圏に隣接する国々の方言も含まれている。

フランス語の方言には、主にバスク語、ブルターニュ語、アルザス語（ドイツ語系）、フラマン語（オランダ語系）、コルシカ語、ラングドック語、プロヴァンス語などがある。
第二次世界大戦の終戦から現在に至るまで、フランス政府は「反中央集権」および「反民族主義」の政策を進め、学校や行政機関で標準語と方言の共存を奨励してきた。現代のフランスの小学校では方言の教育が行われている一方、フランス語は依然として全国の「第一言語」として位置づけられている。アルザスでは英語が第二言語として広まりつつあり、ブルターニュの農村部では一部の住民が日常的にブルターニュ語を使っている。また、コルシカ島では住民が日常生活でイタリアのトスカーナ方言やサルデーニャ島北部の方言に似た言葉を使うなど、二つの異なる方言を使い分けている。
以下は二次大戦以降、フランス語方言の歴史的な流れ：
- 1951年、フランスは『デイゾンヌ法』を制定し、初めて方言に法的地位を与えている。この法律により、バスク語・ブルターニュ語・カタルーニャ語・オック語もフランス文化の一環として認められ、教育の場ではそれらの言語を話しても構わないようになる。
- 1974年にはコルシカ語、1981年にはタヒチ語、1984年にはグアドループ語・マルティニーク語・ギアナ語・レユニオンクレオール語、1992年にはカナック語の4つ（アジェ／ドレウ／ネンゴネ／パイシ）が学校用語として追加されている。
- 1992年6月25日、フランス国民議会は『フランス憲法』の第2条を憲法改正のことにより、「共和国の政治言語はフランス語のみである」と明記され、フランス語は唯一の政治言語として強く実施し続けていた。
- 1993年、大学生が論文に使用する言語を自由に選ぶことができる。当時の論文用語はバスク語・ブルターニュ語・カタルーニャ語・コルシカ語・メラネシア語（アジェ、ドレウ、ネンゴネ、パイシ）・オック語・タヒチ語などがある。
- 1999年、ライオネル・ジョスパン政権の要請で、フランス語総代表団のベルナール・セルクィリーニは『フランスの言語』という報告書を作成し、『欧州言語憲章』に基づく少数言語の保護を提案した。しかし1999年6月、フランス憲法委員会は憲章が『フランス憲法』の第2条に違反していると判断したため、フランス政府は『欧州言語憲章』を批准しなく、ヨーロッパ諸国の方言保護運動も参加しなかった。
- 2001年には、フランス政府は少数言語の保護においてやっと進展を遂げ、フランス語総代表団の名称も『フランス語とフランスの方言の総代表団（DGLFLF）』に変更し、ほか方言への配慮が明確化されている。
- 2005年、ガロ語・アルザス語・モゼル語・クレオール語も試験に使用できるようになる。
- 2008年7月23日、『憲法修正案』の「第75-1条」が追加され、「方言は議会の中に存在している権利があり、方言も我がフランスの栄光の政治遺産だ」として、ようやく最高の政治のでも方言が話せるようになる。
- 2020年代のフランスをほかの欧州諸国と比べると、フランスの方言保護は非常に遅いとは言えるが、それでも以前より大きな進歩を遂げている。

## 単位や数字における文化

フランスの『メートル法』を公式採用している国
フランスの『メートル法』を公式採用していない国。

フランスは「国際単位系（SI）」の発祥地である。これは地球上で最も広く使用されている単位系であり、科学技術の進歩とともに進化してきた、合理的かつ実用的な基準である。その起源は、18世紀のフランス王国で生まれた『メートル法』に遡る。
フランスをはじめとする欧州諸国では、もともと古代ローマ帝国の『計測法』が用いられていた。しかし、ローマ帝国の崩壊後、欧州各地で異なる計測法が乱立し、なんと合計800種類もの単位が同時に存在していたため、非常に混乱した状況に陥っていた。1790年、大革命後のフランス第一共和政は「1つの法、1つの重量、1つの度量」という理念を掲げ、国民に約束したが、その制度が正式に承認されるまでに10年、普及にはさらに時間がかかった。
1875年、フランス第三共和政のもとで開催された『メートル条約』により、電磁気や化学分野の計量を取り入れた国際単位系（SI）が誕生した。この単位系は「7つの定義定数」と「7つの基本単位」を基盤としており、現在では日本を含むほとんどの国々で採用されている（米国を除く少数の国々を除く）。
また、数学において、フランスは多くの国と同様に中置表記を使用している：
- 大きな数値については長尺度（long scale）が採用される。このため、フランス語では「ビリオン」という単語が1,000,000,000,000（日本語でいう1兆）を表すが、短尺度（short scale）を使用する国では「トリリオン」と呼ばれる。
- 一方で、フランス語には1,000,000,000（日本語でいう10億）を表す単語として「ミリヤード（milliard）」がある。短尺度を使う国ではこの数値を「ビリオン」と呼ぶ。
- つまり、フランス語では長尺度が採用されているものの、10億は「ミリヤード（un milliard）」と呼ばれ、「1000ミリオン（mille million）」とは呼ばない。
- 「ビリオン」以上の数値の名称はあまり使われないため、1兆は「1ビリオン（un billion）」ではなく、通常「1000ミリヤード（mille milliards）」と表現されることが多い。

金融においては、
- フランス語の数字表記では、小数点の区切りに「コンマ（,）」を使用し、3桁ごとにスペースを空ける。たとえば、日本語で「1,550万32」と書く場合、フランス語では「15 500 032」と表記する。
- 通貨記号が小数点の区切り記号として使用されるか、数字の後ろに配置される。たとえば、ユーロの「€25,048.05」は、フランス語では「25 048€05」または「€25 048,05」と表記され、数字と通貨記号の間には必ずスペースが入る。
- 一部の旧メートル法単位が現在も使用されており、主に「リーヴル（約0.5キログラムの質量単位）」や「クンタル（100キログラムの質量単位）」などが挙げられる。

コンピュータ関連では、英語の「bit」はフランス語でも「ビット（bit）」と呼ばれるが、バイトは「オクテット（octet）」と呼ばれます。この名称はラテン語の「octo」に由来する。また、「SI」の接頭辞も用いられる。
最後、フランス語の時間表記は「24時間制」を採用しており、時間と分の区切り記号として「h」を使用する。たとえば、日本語の「午後2時30分」はフランス語で「14h30」と書く。日付の数字表記は日本と順序が逆で、「日-月-年」の順に並ぶ。スラッシュが区切り記号として使用されるのが一般的で、たとえば、日本語の「1992年12月31日」はフランス語で「31/12/92」と表記される。

## フランスの宗教文化

### 特徴

#### 人権宣言の影響

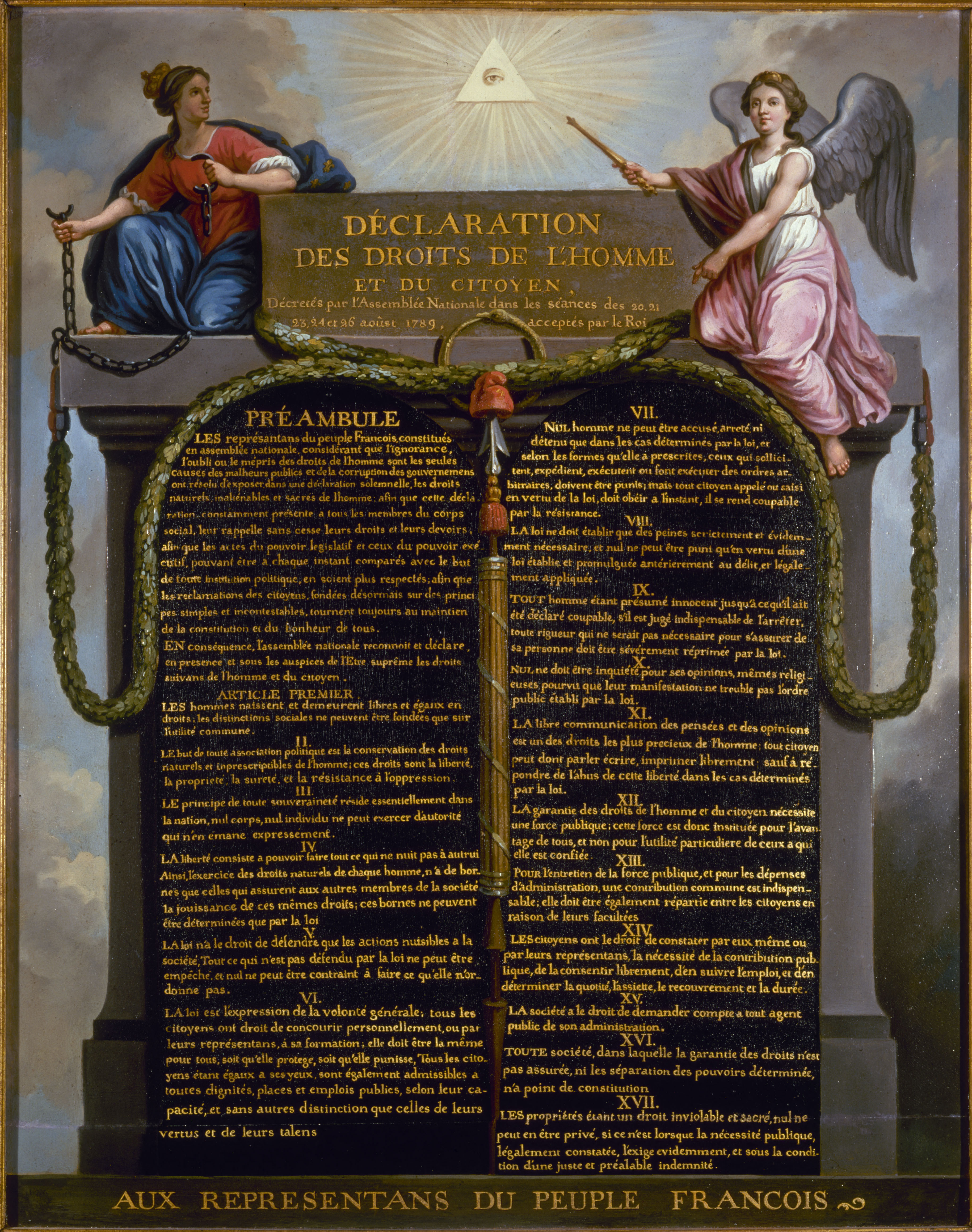
『人権宣言』第10条には「全ての人間は信教の自由を有する」と明記されている。その上部中央には啓蒙思想や理性の象徴としてイルミナティの印「プロビデンスの目」が描かれている。

日本史における江戸時代中期にあたる1789年、フランスでは『人間と市民の権利の宣言』第10条に次のように明記されている。
| 「 | 何人も、たとえ宗教的な意見であっても、その表明が法によって定められた公の秩序を乱さない限り、不安を与えてはならない。 フランス語原文：-Article X- Nul ne doit être inquiété pour ses opinions, même religieuses, pourvu que leur manifestation ne trouble pas l'ordre public établi par la Loi. | 」 |

この宗教の自由はフランスに住んでいる外国人にも同様に適用され、「外国人の信仰が劣っている」とか、「自国の信仰の方が優れている」という差別的な考え方はフランスにはあまり見られない。
また、フランスでは信仰を変えたり、無神論から有神論に転じたりすることが非常に一般的であり、珍しくは無い。このように、信仰の自由に関する概念は『ジュール・フェリー法』や1905年の『国家と教会の分離法』により確立され、第三共和政（1871年～1940年）の初期に明確な法律が制定され、フランスの世俗主義文化を支える柱となっている。
- 2011年の『ヨーロッパの世論調査』では、フランス国民の1/3（33%）が「霊的な存在、神、または大いなる生命を全部信じていない」と回答した[62]。
- 2011年に「フランス世論調査研究所（Institut français d'opinion publique）」が発表した調査によると、フランス国民の65%が自分をキリスト教徒とし、25%がいかなる宗教にも属していない[63]。
- 2012年の『ユーロバロメーター調査』によれば、フランスにおける最大の宗教はキリスト教であり、フランス国民の60%を占め[64]、そのうちカトリックが最大のグループで50%、プロテスタントが8%、その他のキリスト教徒が2%を占めている。一方で、非信仰者または不可知論者は20%、無神論者は13%を占め、伝統ではないムスリムは7%を占めている[64]。

#### 宗教に対する姿勢
古代フランスではカトリックが国教として定められていたが、中世にはすでに世俗化が進み、近代には欧州で最も標準的な世俗国家となった。フランス第一共和政の時代から「ライシテ（laïcité）」の原則が採用され、宗教は私的な領域に属するものとみなされ、ほかの市民の権利を侵害しない限り、フランス政府は一切干渉しないという立場を取っている。また、「特定の宗教を批判する自由」や「宗教を単なる洗脳や商売とみなす自由」、さらには「無神論や共産主義を批判する自由」も十分に保障されており、これらの考え方はすべて許容されている。
フランスが「信教の自由およびそれに付随する権利」をこれほどまでに尊重する理由は、過去にカトリック教会とプロテスタント教会・イスラム教の間で暴力的な対立が繰り広げられた歴史を踏まえ、「国教」や「多様性のない単一的な価値観」が対立を引き起こしやすいことを痛感してきたからである。その結果、現代のフランスはあらゆる形態の宗教的強制も、軽い宗教的推奨も認められなく、厳格な世俗主義のもとで安定さが保たれている。
前述の原則に従い、フランス政府やフランス国民は、自国の宗教が他国の宗教より優れているという意識や、そうした優越感をテレビ番組やインターネット上で拡散する行為をほとんど見かけることは無い。ある宗教が良いか、悪いかについてはすべて国民の判断に委ねられている。また、日本のように「皇室批判へ非常に慎重な空気がある」、あるいは「祖国の欠点を言うことに対して妙な雰囲気がある」といった現象は存在しない。現代のフランスでは、一般的な国民は地位の高いフランス大統領やローマ教皇の行動や発言・思想を公に批判することができ、それが問題視されていない。

### カトリック教会における文化

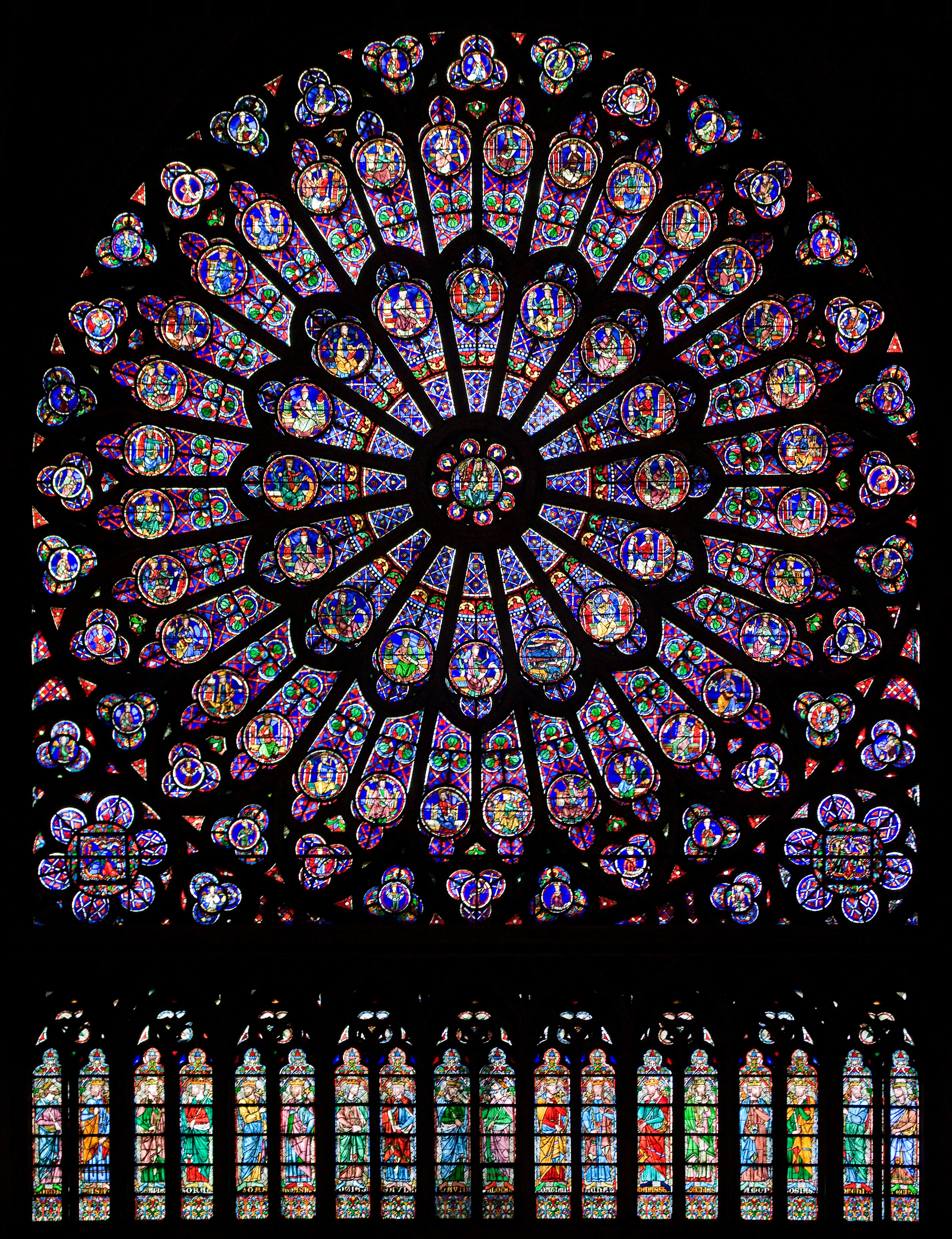
ノートルダム大聖堂は、ステンドグラスが神秘的な紫色に輝き、暗闇の中に光をもたらす天主の存在を象徴する。2019年に火災で焼失し、2024年に再建が完了した。

長い間、カトリック教会はフランスの宗教生活の中心的な役割を果たしてきた。しかし、フランス王の権力が増すにつれ、国王は教会に代わって庶民の信仰の中心となった。多くのフランス人は、中世から現代にかけてカトリック信者であり続けているが、教会学校や聖職者の教えに従うことよりも、自分自身で『聖書』を読んで学び、その結果を信じ、それを次世代に伝える傾向が強い点が特徴である。これはフランスのカトリック文化における重要な特徴の1つである。
カトリックは1789年のフランス革命以前のフランス王国や、19世紀のさまざまな保守主義政権（復古王政、七月王政、第二帝政など）において、唯一の国教とされていたが、儀式や形式的な側面にとどまることが多かった。顕著な例として、「アヴィニョン捕囚」の一件ではフランス国王がローマ教皇をローマから強引にフランスの小町アヴィニョンに移したことが挙げられる。また、三十年戦争においてフランスが旧教陣営を裏切り、新教陣営に加わってカトリックの国々と戦ったこともその1例である。
しかし、カトリック教会とフランス政府の分離が正式に確立されたのは、産業革命後の1905年であった。この時期、フランス人は欧州諸国から「急進的共和主義者」と見なされていたが、その20年後には、第一次世界大戦を経てほかの欧州諸国も次第に政教分離を採用し、フランス人の行動は過激な急進主義ではなく、正常な進歩主義として再評価されるようになった。
フランスのカトリック信者が保守主義を好まない理由、また進歩主義を支持する背景には、20世紀初頭の社会情勢が影響している。この時期、フランスは第一次世界大戦を終えたばかりで、農村の人口は劇的に減少した。学歴の低い未婚男性が多くを占めていた農村社会から、多くの人々が都市部に移住し、労働に従事するようになった。農村出身者が都会の知識人と接したり、高等教育を受けることによって、自然と進歩主義的な価値観に染まっていた。一方、イギリスやドイツ、イタリアなどの欧州諸国では、富裕層や中産階級が次々とアメリカへ移住し、就職機会を提供する企業が閉鎖される中で、貧困層は農村に残り、保守主義の支持基盤となった。
- 2017年、市場調査会社インプソスの調査[85]によると、現在フランスのカトリック信者は総人口の57.5%を占めている。
- 2020年、『フィナンシャル・タイムズ』に発表された宗教調査[86]によると、フランスでは29%の人々が自らをカトリック教徒と自称しているものの、そのうち定期的に礼拝に参加するのは僅か8%に過ぎない。一方、51%の人々が無宗教だと答えており、その内訳は本土出身者が58%、移民が19%、移民の子孫が26%を占めている。宗教の異なる夫婦が結婚する家庭が多いことが、カトリック信者の減少につながる主な要因とされている。

### プロテスタント教会における文化

現代のフランスにおける、プロテスタントの分布図

フランスには当初、「プロテスタント」という宗教は存在してい無かった。この教派は16世紀のドイツ地域発祥の「宗教改革」の影響を受けて誕生したものであり、目的はカトリックが豪華な教会や芸術品を建設することに反対し、その資金を信徒に還元することであった。宗教改革が勃発した当初、フランス人のおよそ30%が瞬く間にプロテスタントに改宗していて、何故なら、プロテスタントの税が明らかに低かったからである。こうした人々はプロテスタント教会の中の「ユグノー派」と呼ばれる。
フランス国王は依然としてカトリックの信仰を保っていたが、彼の封臣や廷臣の中には多くの者が宗教改革運動に加わっていた。国王は、「新教徒が権力を握れば、自身の軍権が弱まる」一方、「カトリック側の言い事に従いすぎれば、傀儡の王となる」ことを察知し、両者を均衡させる という方針を選らんだ。しかし、カトリック教徒たちは新教徒が国王によって保護されていることと認識し、1572年8月24日にパリで「聖バルテルミーの虐殺」を引き起こした。これがフランス宗教戦争の始まりとされる。
当初、カトリック派の指導者はギーズ公アンリ1世であり、新教派の指導者はナヴァール王アンリでした。アンリ・ド・ナヴァールは最終的に1589年にカトリックへ改宗し、フランス王として即位して「アンリ4世」となた。彼は「穏健派のカトリック教徒」として、新教徒との対立を避け、平和的に争いを解決する立場を取っていた。1598年4月13日、アンリ4世は『ナントの勅令』を発布し、フランス国内のユグノー派に信仰の自由を認めた。
しかし、アンリ4世の息子であるルイ13世はカトリック派なので、暴力的手段で新教徒を攻撃し、「ラ・ロシェル包囲戦」などが起こした。さらに、ルイ14世の絶対王政が頂点に達した1685年には、『ナントの勅令』が撤回され、多くの新教徒はカトリックへ改宗を余儀なくされた。しかし、フランスにおけるカトリックへの統制は厳格では無かったため、表向きはカトリックを信仰しているとしつつも、内心では新教徒の思想で教義を解釈し続ける者も少なくなかった。このような人々に対して、フランス政府は干渉することも、かれらの真の忠誠心を確認することも出来なかった。
それでも信仰を守り続けた何万人ものユグノー派信者は、フランスを離れて他国へ移住していた。その中には信仰への確固たる決意があった者もいれば、安全を求めて移住した者もいた。かれらの移住先として最も多かったのはオランダ、イギリス、プロイセン、そしてまだ植民地だったアメリカと南アフリカであった。ユグノー派が持ち込んだ知識は、移住先の科学や芸術の水準を大いに向上させたとされている。
- 新教徒への迫害は17世紀まで続きましたが、1787年、ルイ16世が宗教の自由を再び認めたことにより改善されていた。
- こうした歴史的な原因により、現在のフランスにおける新教徒は全体の約3%[88]に過ぎず、この割合は中東からの難民や黒人移民の人口（9%[89]）よりも少ない。

### ユダヤ教やユダヤ人における文化

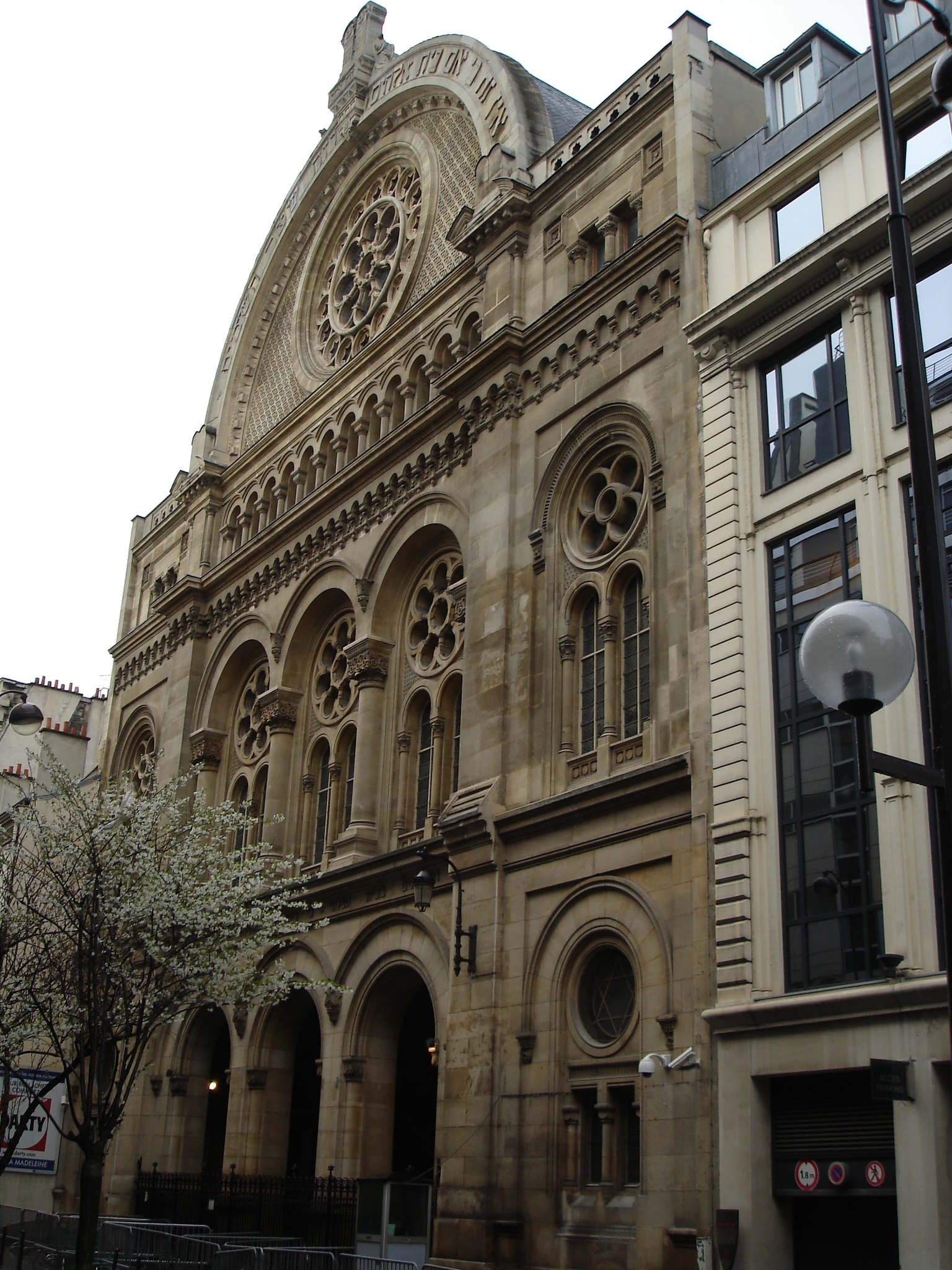
パリに位置する、ユダヤ教のシナゴーグ

現在、フランスのユダヤ人コミュニティは、「世界ユダヤ人会議」の調査によると約60万人、「アペル・ユニフィエ・ジュイフ・ド・フランス」によると50万人である。これらのコミュニティは、パリ、マルセイユ、ストラスブールの大都市圏に集中している。
フランスにおけるユダヤ人の歴史は2000年以上にわたる。中世初期、フランスはユダヤ人の学問の中心地でしたが、時が経つにつれて、理不尽な迫害が増加した。フランスはフランス革命のときにユダヤ人の解放を行った最初のヨーロッパの国であったが、法的平等が確立されたにもかかわらず、反ユダヤ主義は依然として問題であった。19世紀末の「ドレフュス事件」がその1例である。しかし、1870年の『クレミュー勅令』を通じて、フランスは当時フランス領だったアルジェリアのユダヤ人に完全な市民権を与えた。ホロコーストでフランスのユダヤ人の4分の1が命を落としたにもかかわらず、現在、フランスは欧州最大のユダヤ人人口を誇っている。
21世紀初頭、フランスのユダヤ人は主にセファルディ系で、北アフリカ系の出身者が多い。歴史的なアシュケナジ系ユダヤ人コミュニティの4分の1以上は、第二次世界大戦中のホロコーストで破壊された。ナチスドイツ軍がフランスを占領し、ヴィシー政権が樹立されてからである。ユダヤ人の宗教的な信仰は、超正統派ハレディ派コミュニティから、世俗的で文化的にユダヤ人としてアイデンティティを持つ大規模なユダヤ人層までさまざまである。

### イスラム教における文化

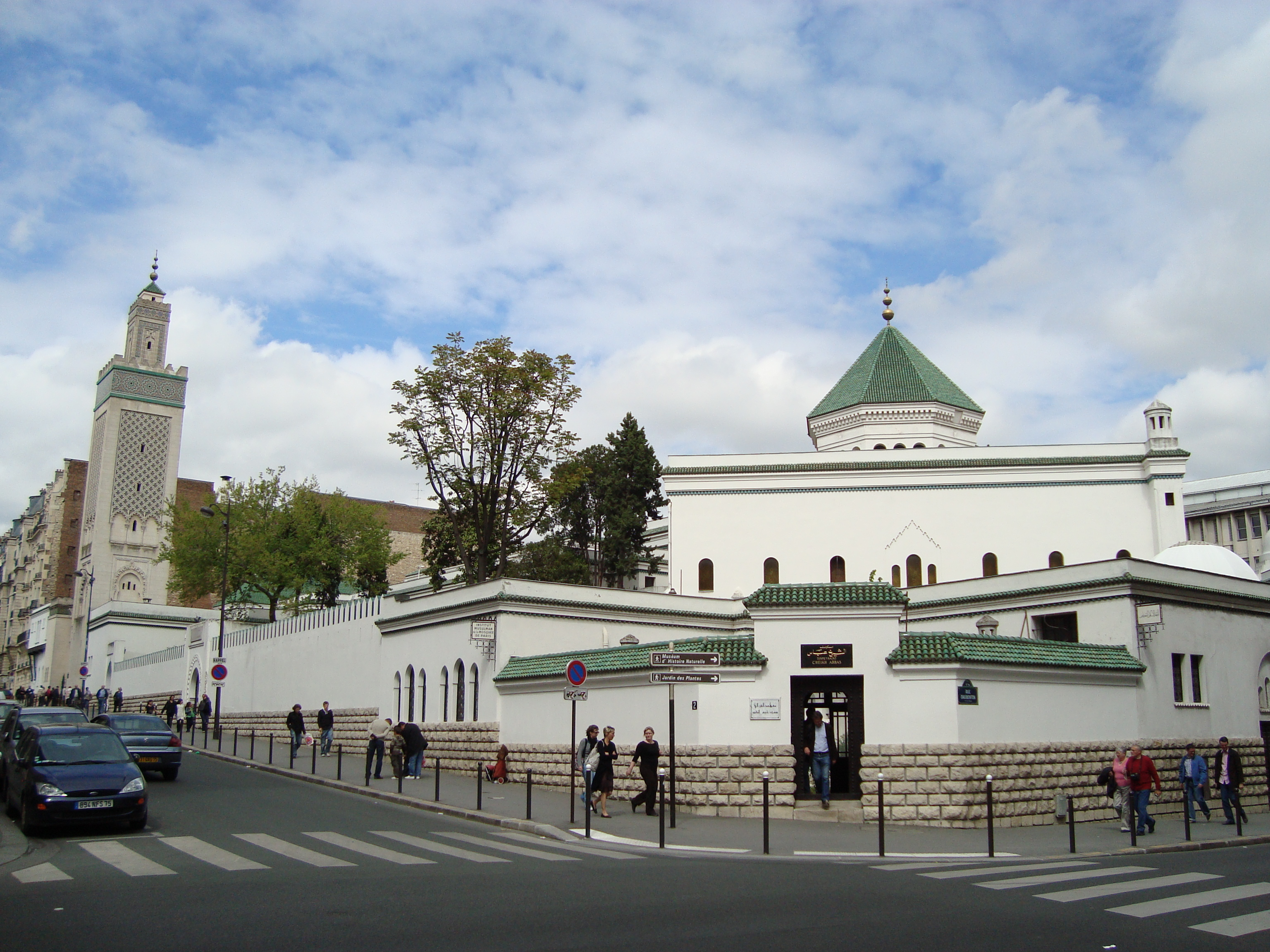
グランド・モスケ・ド・パリ

イスラム教は21世紀初頭のフランスで3番目に大きな宗教である。政府は国勢調査で宗教的信念に関するデータを収集しないが、推計や調査によると、ムスリムの割合は4%から7%の間とされている。
- 1929年、第一次世界大戦で戦った北アフリカのフランス植民地軍を称えるために、パリ大モスクが建設された。この時期、北アフリカからのアラブ人がフランスに定住し始めていた。
- 1960年代には、主にアルジェリア、モロッコ、チュニジアなど、かつてのフランス植民地の富裕層から移民が増加し、永住権も許可された。
- 21世紀初頭、フランスは西欧諸国の中で最も多くのムスリム人口を抱える国となり、フランス政府もそれを誇りに思っていた[91]。
- 2010年代には、トルコや中東などほかの地域からの移民が増加されている。

### 仏教における文化
仏教はフランスで、キリスト教、無神論、イスラム教、ユダヤ教に次いで5番目に大きな宗教とされていう。仏教徒の主な構成は、主にベトナムからの移民であり、ベトナムはかつてフランスの植民地だったためである。
フランスには200を超える仏教瞑想センターがあり、その中には田舎の地域に約20の大規模な修行所があり、フランス人の改宗者や「支持者」の少数派も存在する。近年、フランスにおける仏教の人気の高まりは、米国の影響によるもので、フランスのメディアや学界では仏教の瞑想・座禅・武術などが大きなポジティブな印象を抱いている。プラム・ヴィレッジ伝統の仏教学校はフランスで発展し、ドルドーニュにあるプラム・ヴィレッジ修道院がその中心地である。

### 呪い文化運動の出現と衰退
フランスは2006年に「呪い文化運動」に関する初の国会委員会を設置し、その報告書では危険級と見なされたいくつかの呪文や祈祷文が発見された。しかし、呪い文化運動の信者たちはフランスの宗教自由を盾として、その報告書を批判した。一方、2000年代に支持者が多かったものの、2020年代に入ると、コロナ禍の影響でフランス政府は「呪い文化運動は、ロシアや中国が民主国家の正常な社会情勢を破壊し、騒乱を引き起こすためのスパイ活動だ」と見なされることより、呪い文化運動はいま急速に衰退している。

## 親密関係における文化

### 家族に対する姿勢

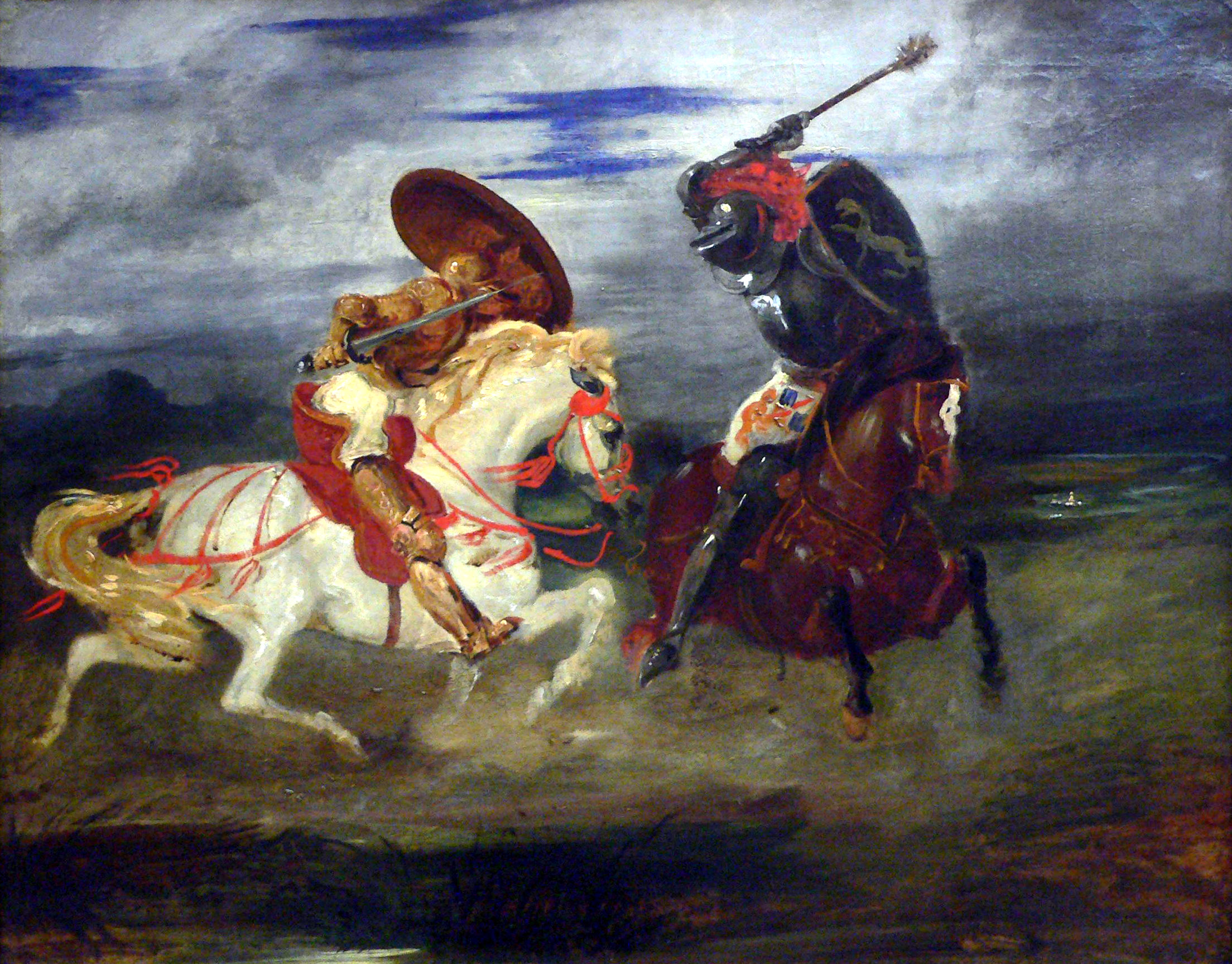
シャンパーニュ地方に住む2人の女性の騎士が、お互いに自分の馬を自慢し合っている様子。1824年に描かれ、ルーヴル美術館に所蔵。作者はプロテスタント教会の宣教師。

フランスでは、家族は「ロマンチックな関係」に基づいて構築されるべきだとされている。結婚の動機は「真に愛し合っていること」のみであり、周囲の人々の影響、家系の存続、金銭的依存、または曖昧な理由では結婚しないことが求められる。フランスでは、伝統と革新の両方に対して寛容であり、LGBTがフランス社会の主流価値観となっている一方で、保守的な家族観を持ち続ける人々もいる。革新派と保守派の間で対立はほとんど見られず、フランスの法律も家族問題における対立を厳しく禁じている。いかなる立場の意見も圧倒的な優位性を持つことはない。
長年にわたり、フランス人は「白人-カトリック教徒」といった主流の集団に対してだけでなく、「同性愛者、ペット、有色人種、障害者、異教徒、自然や環境」などに対しても寛容であり、「全ての命は平等である」という信念がフランス人の心に深く根付いている。このため、フランス人は他の家族を持つ生命に対して害を与えることができないとされている。フランス人がこのような考え方を持つ理由は、義務教育の中で「家族の人道主義」の重要性が強調されており、幼少期から強い共感力を育む教育がなされているからである。これにより、将来的に政府の官僚となった際にも、自分とは異なる背景を持つ家族に対して「相手の立場に立って考える」態度で接することができるようになる。

### 伝統的な結婚とコミュニティ

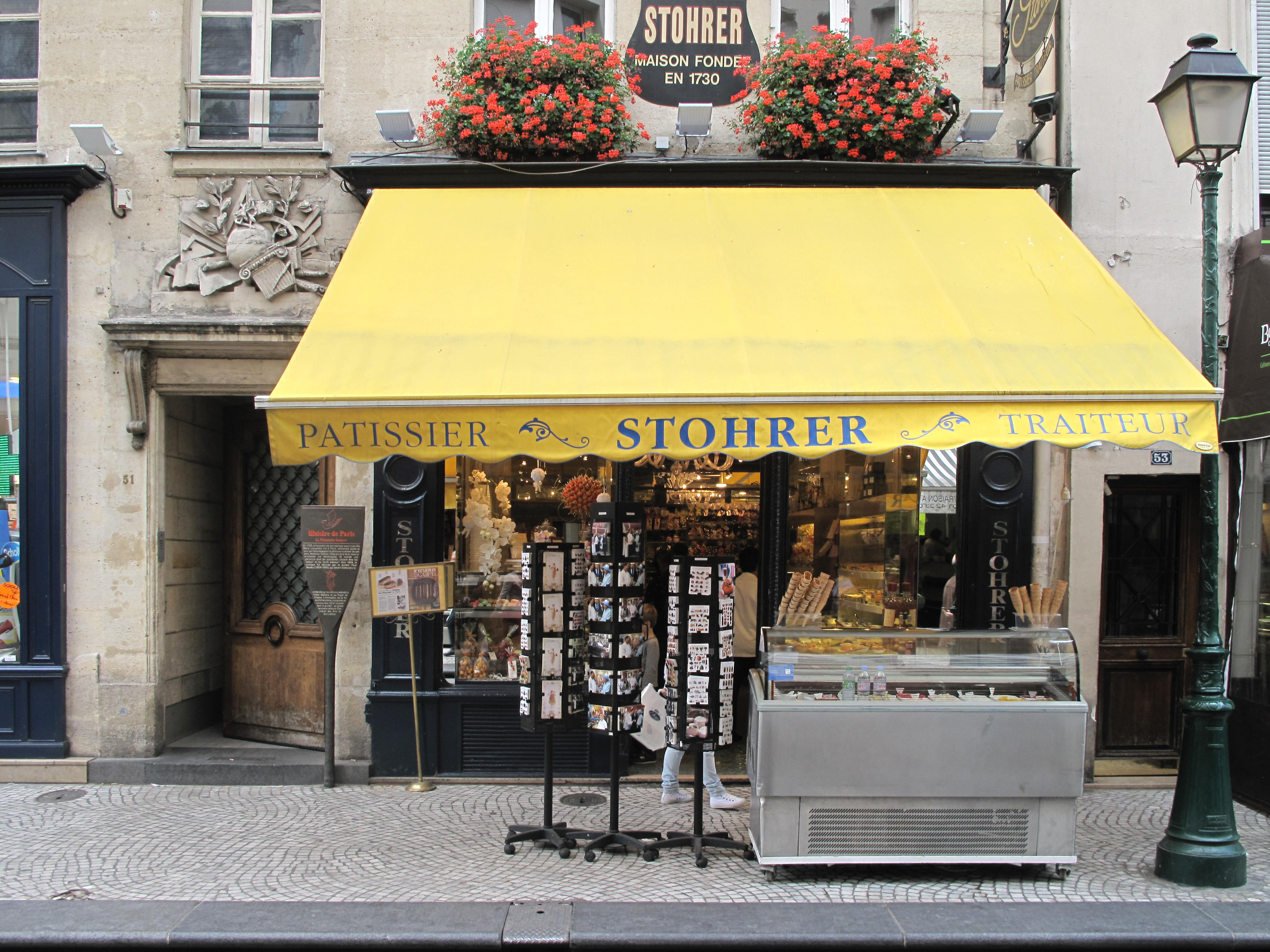
この写真はパリ最古のお菓子屋さんの建物が映っている。フランス文化は常にヨーロッパの上流階級が食べているフランス料理と結びつく。

フランス社会の基本単位は、カトリックを基盤に、そこに少しの農村や農業的な価値観が加わったもので、農産物や礼拝を中心とした生活様式で成り立っている。20世紀以降、フランスの「伝統的な」家族構造は衰退したが、完全に消滅したわけではない。かつてほどカトリックに対する信仰は強くなくなり、農村に限定された生活観も少なくなった。第二次世界大戦後、多世代が一緒に住む大家族はほとんど見られなくなり、現在では両親と1人の子供という核家族が主流となっている。現代では、特に富裕層でない限り、大きな家族を負担と感じる人が多く、大家族から得られる支援が少ない一方で、義務だけが増えると考えられている。1960年代以降、フランスの結婚率は急激に低下し、離婚率は顕著に増加している。若い世代は、結婚が絶対的な幸福をもたらすとは考えておらず、むしろ結婚が家族内のいじめを耐えなければならなくなる、自由な時間が減少する、経済的な負担が増える、そして生活に対する情熱が失われる可能性があると感じている。フランスの《離婚法》の変遷も、伝統的な価値観の変化を反映している。
INSEEのデータによると、フランス本土における家族構成は絶えず変化している。特に1982年から1999年にかけて、ひとり親家庭の割合は3.6%から7.4%に増加した。また、未婚カップルや子供のいない夫婦、単身の男性（8.5%から12.5%に増加）および女性（16.0%から18.5%に増加）の割合も大きく増えている。分析によると、フランスの住居の3分の1が単身世帯であり、4分の1が子供のいない夫婦によって占められている。

## フランス文学
フランスには悠久な文学的伝統があり、文化もフランス文化の中の重要な一部になっている。
その発展は中古フランス語の時代にさかのぼり、つまりヨーロッパ中世のフランク王国の時代にある。古フランス語やラテン語で書かれた文学作品も存在しているが、それらはフランス文学の範疇には含まれない。なぜなら、それらはフランスという国とは無関係で、古代のケルト人・ガリア人・ローマ人によって書かれたものであり、当時は「フランス」という国家意識が存在していなかったからである。
また、「フランス文学」と「フランス語文学」は異なる概念である。フランス語文学はフランスという国に加えて、ベルギー・スイス・カナダ・セネガル・アルジェリア・モロッコの6か国で書かれた文学を含むが、その中で、フランス国籍を持つ人が書いたフランス語文学のみが「真のフランス文学」とされている。逆に、バスク語やブルトン語など、フランス語以外の言語で書かれた作品であっても、フランス領内で書かれたものであれば、フランス文学として認められている。

### 騎士文学と恋愛文学
最古のフランス文学は11世紀の叙事詩であり、その中でも最も古い作品は作者不明の『ローランの歌』である。同じ形式の叙事詩にはイギリスの『ベーオウルフ』や、ドイツの『ニーベルンゲンの歌』があり、英独の場合には、多くの叙事詩は偉大な君主だけを称えているが、フランスの場合には「騎士と貴婦人の恋愛」を重点的に書かれている。たとえば、『ローランの歌』はフランク王国の有名な王、カール大帝（742～814年）の冒険とその恋愛を讃えていた。
中世フランスでは騎士伝説も盛んでいて、これらの伝説は騎士道や愛する人ための勇敢な精神を称賛している。この時代の最も重要な作家は、12世紀のクレティアン・ド・トロワであり、彼はフランス中世最大の叙事詩人として知られている。
さらに、南フランスのプロヴァンス地方で流行した吟遊詩は、貴婦人や田舎女性の恋愛経歴を主題にしたものが多く、豊かな想像力を持ちながらも、遊び心が文章各所に詰め込み過ぎて、文学としての価値はそれほど高くなかった。中世が終わりに近づくまで、フランスに本当の偉大な抒情詩人は現れず、最初の偉大な抒情詩人はフランソワ・ヴィヨン（1431～1465年）とされている。

## 引用と出典

### 参考書物

#### フランス語のもの
- 『フランス文化とは一体なんだ？』Jean-Paul Aron, Qu'est-ce que la culture française ?, Denoël, 1975
- 『フランス人が持つ誇り高くアイデンティティ』Fernand Braudel, L'Identité de la France, Arthaud-Fammarion, 1986, 3 volumes.
- 『文明の法則　～古代フランク文明と御フランス編～』Fernand Braudel, Grammaire des civilisations, Flammarion, 1963.
- 『フランス：現代文明批評辞典』Arnaud Dephalese, France : Dictionnaire critique de civilisation contemporaine, Coneuwe, 2024.
- 『フランスの平等主義の広まりについてのエッセイ』Manuel de Diéguez, Essai sur l'universalité de la France,  Fayard, 1991.
- 『美しいフランス式建築についての百科事典』Collectif, Encyclopédie de la culture française, Eclectis, 1991
- 『ローマ帝国はフランス文化の源流じゃないの？』Dominique Lecourt, Claude Nicolet, Michelle Perrot, Émile Poulat, Paul Ricœur, Aux sources de la culture française, éditions La Découverte, 1997
- 『フランス文化を1つのテーマにまとめてみたら』Margaret Mead, Thèmes de culture de la France, 1986.
- 『フランス文明史（全4巻）』Jean-Pierre Rioux et Jean-François Sirinelli (dir.), Histoire culturelle de la France (4 tomes), Paris, Seuil, 1997-1998.
- 『デジタル時代の文化活動　～フランス人編（2008年の調査より）～』Olivier Donnat, Les pratiques culturelles des Français à l'ère numérique, enquête 2008, éditions La Découverte, ISBN 978-2-7071-5800-0
- 『フランスの医療制度の優れた点　～2000年代における現状～』Collectif, L'état de la France, éditions La Découverte, édition 2009-2010
- 『妖怪ですか？フランス人は』Wylie, Laurence and Jean-François Brière. Les Français. 3rd edition. Prentice Hall, 2001.

#### 英語のもの
- 『壊れやすい栄光　～フランスとフランス人の肖像～』Bernstein, Richard. Fragile Glory: A Portrait of France and the French. Plume, 1991.
- 『文化の誤解　～フランスとアメリカの職場環境の比べ～』Carroll, Raymonde. Carol Volk, translator. Cultural Misunderstandings: The French-American Experience. University of Chicago Press, 1990.
- 『大虐殺・フランス文化における闇のエピソード』Darnton, Robert. The Great Cat Massacre and Other Episodes in French Cultural History. Vintage, 1984. ISBN 0-394-72927-7
- 『優雅的にフランスの大衆文化を入門しよう』Dauncey, Hugh, ed. French Popular Culture: An Introduction. New York: Oxford University Press (Arnold Publishers), 2003.
- 『高貴の本質：御フランスのブランド品・美食・カフェ　～洗練さは意図的に発明られたものだけ～』DeJean, Joan. The Essence of Style: How The French INvented High Fashion, Fine Food, Chic Cafés, Style, Sophistication, and Glamour. New York: Free Press, 2005. ISBN 978-0-7432-6413-6
- 『フランス文化学入門：騎士文学と恋愛文学編』Forbes, Jill and Michael Kelly, eds. French Cultural Studies: An Introduction. Clarendon Press, 1996. ISBN 0-19-871501-3
- 『フランスは遠い国ですか？アメリカ人から見たフランス人の同級生』Girod, André. " French-American class: It's a long way to France" Redleadbooks <www.usa-decouverte.com>
- 『パリという街から、月という衛星へ』Gopnik, Adam. Paris to the Moon. Random House, 2001.
- 『文化の違いを理解する本：米仏独それぞれの違い』Hall, Edward Twitchell and Mildred Reed Hall. Understanding Cultural Differences: Germans, French and Americans. Intercultural Press, 1990.
- 『現代政治学：フランスの政治と社会入門』Howarth, David and Georgios Varouzakis. Contemporary France: An Introduction to French Politics and Society. New York: Oxford University Press (Arnold Publishers), 2003. ISBN 0-340-74187-2
- 『フランス文化　～フランス社会に立ち上がる基本～』Kelly, Michael. French Culture and Society: The Essentials. New York: Oxford University Press (Arnold Publishers), 2001. (A Reference Guide)
- 『現代フランスの子供文化についての研究』Kidd, William and Siân Reynolds, eds. Contemporary French Cultural Studies. Arnold Publishers, 2000. ISBN 0-340-74050-7
- 『パリから出る芸術の花　～フランス首都圏の美術工芸品が地方へ分散化される過程～』Marmer, Nancy, "Out of Paris: Decentralizing French Art," Art in America, September 1986, pp. 124–137, 155–157.
- 『フランスという国が好きでも、フランス人という民族は好きじゃない理由』Nadeau, Jean-Benoît and Julie Barlow. Sixty Million Frenchmen Can't Be Wrong: Why We Love France But Not The French. Sourcebooks Trade, 2003. ISBN 1-4022-0045-5
- 『フランスの発見：大革命から第一次世界大戦までは美好的な年代』Robb, Graham. The Discovery of France: A Historical Geography, from the Revolution to the First World War. New York: Norton, 2007. ISBN 978-0-393-05973-1
- 『フランス人とフランス語は違うよ』Zedlin, Theodore and Philippe Turner, eds. The French. Kodansha International, 1996.